# 普通楼燕

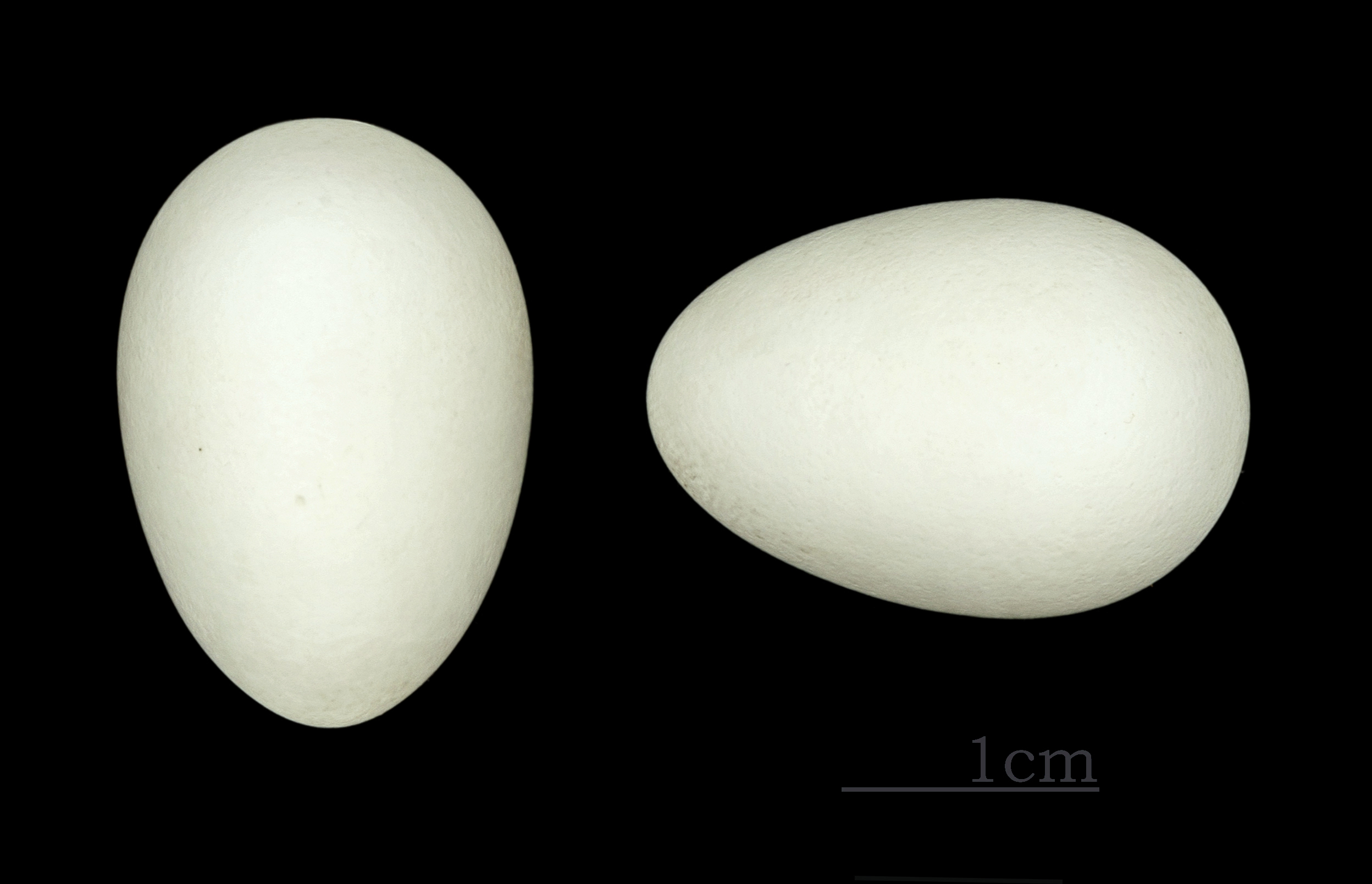
普通楼燕

普通楼燕（学名：Apus apus）为雨燕科雨燕属的鸟类。该物种的模式产地在瑞典。

## 亚种
普通楼燕包括以下亚种
- 普通楼燕指名亚种（学名： (Linnaeus, 1758)）
- 普通楼燕北京亚种（学名：Apus apus pekinensis），又称“北京雨燕”[4]。在中国大陆，分布于华北、西藏、江苏等地。该物种的模式产地在北京。[5]